# 칠곡 노석리 마애불상군
칠곡 노석리 마애불상군(漆谷 老石里 磨崖佛像群)은 대한민국 경상북도 칠곡군 기산면 노석리에 있는, 남북국 시대 신라의 마애불 4구이다.
1979년 5월 2일 대한민국의 보물 제655호로 성주 노석동 마애불상군(星州 老石洞 磨崖佛像群)으로 지정되었다가, 2010년 8월 25일 현재의 명칭으로 변경되었다.

## 개요
거대한 바위면에 얕게 새긴 이 마애불상들은 통일신라 초기의 것이다. 중앙에 본존불과 본존불을 향하고 있는 좌우 협시보살이 표현된 삼존불(三尊佛) 좌상인데, 오른쪽 협시보살 옆에 작은 불좌상이 하나 더 배치된 특이한 구조이다.
본존불은 양감있는 얼굴에 비해 작은 이목구비를 갖추고 있어 균형이 잘 이루어지지 않았다. 양 어깨에 걸쳐 입은 옷은 주름이 왼쪽 어깨에서 앞을 돌아 오른쪽 무릎 위에 이르는 평행선으로 처리되어 형식적이다. 머리 주위로는 몸 전체의 빛을 나타내는 둥근 광배(光背)가 뚜렷하고, 그 주위에 새겨진 불꽃무늬들은 화려하다. 왼쪽 협시보살은 세부수법이 본존과 비슷하다. 가슴 앞에 표현된 U자형의 긴 융기선이 무엇을 의미하는지 알 수 없으나 이러한 표현은 4불상에 모두 나타나고 있다. 오른쪽 협시보살은 발목이 서로 교차하는 자세로 우리나라 불상에서는 유일한 예이다.
오른쪽 협시보살은 왼쪽과 거의 같은데 다만 왼손으로 연꽃봉오리 같은 것을 들고 있는 점이 다르다. 별도로 조각된 여래좌상은 본존불과 거의 비슷하다. 자세는 오른쪽 발을 내린 반가(半跏)의 형식을 취하고 있으나 왼발은 오른쪽 무릎 위에 있지 않고 밑으로 내려 놓았다.